# Округ Мост
Округ Мост (чеш. Okres Most) је округ у Устечком крају, у Чешкој Републици. Административно средиште округа је град Мост.

## Становништво
Према подацима о броју становника из 2012. године округ је имао 114.795 становника.